# 蝙蝠俠：智勇悍將
《蝙蝠俠：智勇悍將》（英語：Batman: The Brave and the Bold）是卡通频道公司製作的美國電視動畫系列，該系列動畫的特徵是每一集都有一個他系列的DC漫画英雄和蝙蝠俠共同作戰，壞人則也多是其他DC系列的壞人，到後面幾季開始才讓蝙蝠俠系列的壞人出現較頻繁，打擊犯罪地點也分佈其他城市而不是在高譚市。故事主體則偏向六零年代的蝙蝠俠影集，走一點歡樂或者詼諧的風格。
該節目有個顯著的特色，就是蝙蝠俠每一集都有一個獨特的新造型，或是外觀或是型態(黑暗「騎士」、鬼魂、太空裝、綠光戰警裝甲型態，甚至包括易身成女、橡皮人與平行宇宙的各種蝙蝠俠等等)，而也對應的是每一集面對的都是不同的超級英雄夥伴和不同的反派，也為此，蝙蝠俠的裝備設定變的更多樣化、誇張化，甚至會使用的道具與能力也非常多變。

## 外部連結
- Batman: The Brave and the Bold （页面存档备份，存于） @ World's Finest
- Batman: The Brave and the Bold @ BATMAN-ON-FILM.COM
- Batman: The Brave and the Bold @ Animated Superheroes
- Batman: The Brave and the Bold （页面存档备份，存于） @ Legions of Gotham
- Batman: The Brave and the Bold Archive.today的存檔，存档日期2012-12-06 at Big Cartoon DataBase
- 互联网电影数据库（IMDb）上《Batman The Brave And The Bold》的资料（英文）
- "Batmanimation" The home for all things animated Batman （页面存档备份，存于）